# Il cane Mendoza
Il cane Mendoza (Fat Dog Mendoza) è una serie televisiva animata britannica-statunitense-tedesca del 2000, creata da Scott Musgrove.
La serie è stata trasmessa per la prima volta nel Regno Unito su Cartoon Network dal 2000 al 2001, per un totale di 26 episodi ripartiti su due stagioni. In Italia la serie è stata trasmessa su Cartoon Network.
È liberamente ispirata all'omonimo fumetto della Dark Horse Comics.

## Trama
Mendoza è un intelligente cane parlante, grasso e arancione, con una testa al posto del resto del corpo, ma ha anche delle piccole zampe senza dita e una coda molto lunga. Insieme ai suoi amici Buddy, un ragazzino con uno stravagante costume da supereroe, Piranha, una ragazza alquanto sgradevole d'aspetto, e Cipollino, che come dice il nome è un ragazzo-cipolla, forma il gruppo "Neighbourhood X" intento a risolvere i guai del loro quartiere, ma spesso fallendo umoristicamente.

## Episodi
| Stagione         | Episodi | Prima TV UK | Prima TV Italia |
| ---------------- | ------- | ----------- | --------------- |
| Prima stagione   | 13      | 2000        | 2002            |
| Seconda stagione | 13      | 2001        |                 |

## Personaggi e doppiatori
- Mendoza, voce originale di Mark Acheson, italiana di Nicola Marcucci.
- Buddy, voce originale di Kathleen Barr, italiana di Barbara Pitotti.
- Piranha Mae, voce originale di Erin Fitzgerald, italiana di Cristina Caparelli.
- Cipollino (in originale: Onion Boy), voce originale di Ian James Corlett, italiana di Leonardo Graziano.